# Lappeenranta
Lappeenranta (Zweeds: Villmanstrand) is een gemeente en stad aan de oevers van het Saimaameer in Zuidoost-Finland. Lappeenranta is de hoofdstad van het landschap Etelä-Karjala. Met 72.650 inwoners (2022) is het de 13e gemeente van Finland.
De stad werd in 1649 gesticht door koningin Christina I van Zweden. In 1741 werd het inmiddels gebouwde fort door Rusland veroverd en de stad verwoest. Tot 1812 behoorde Lappeenranta tot het Russische gouvernement Vyborg, vervolgens een eeuw tot het eveneens Russische grootvorstendom Finland. In 1856 kreeg de stad via het Saimaakanaal een directe verbinding met de Finse Golf en in 1885 werd ze aangesloten op het spoorwegnet. In 1890 vestigde zich hier de voorloper van de papierfabriek Kaukas, die inmiddels deel uitmaakt van het UPM-Kymmene-concern.
Sinds 2003 is Lappeenranta universiteitsstad. De Technische Universiteit van Lappeenranta werd in 1969 als hogeschool opgericht. Ook heeft de stad een militaire academie: Lappeenranta heeft een traditie als garnizoensstad en huisvest het laatst overgebleven Finse regiment dragonders.
In 2009 en 2010 werd Lappeenranta uitgebreid met de buurgemeenten Joutseno en Ylämaa.

## Verkeer
Lappeenranta heeft een internationale luchthaven, die in 1918 in gebruik werd genomen en daarmee de oudste nog functionerende luchthaven in Finland is.

## Sport
IJshockeyclub Saimaan Pallo speelt op het hoogste landelijke niveau. Basketbalclub Lappeenrannan NMKY werd in 2005 en 2006 landskampioen. Voetbalclub Rakuunat Lappeenranta, die nooit op het hoogste niveau speelde, werd in 2009 opgeheven.

## Zustersteden
Lappeenranta onderhoudt jumelages met Örebro (Zweden, sinds 1940), Drammen (Noorwegen, 1948), Kolding (Denemarken, 1948), Klin (Rusland, 1966), Lake Worth (Florida) (VS, 1976), Stykkishólmur (IJsland, 1980), Szombathely (Hongarije, 1983), Schwäbisch Hall (Duitsland, 1985) en Rakvere (Estland, 1994).

## Geboren in Lappeenranta
- Väinö Muinonen (1898-1978), marathonloper
- Teuvo Kohonen (1934-2021), academicus
- Pave Maijanen (1950-2021), zanger
- Saku Puhakainen (1975), voetballer
- Mari Rantanen (1976), politica
- Miikka Multaharju (1977), voetballer
- Hanna Pakarinen (1981), popzangeres

## Trivia
In de Finse misdaadserie Sorjonen, uitgezonden via Netflix, spelen deze stad, het stadsbestuur en de politie een belangrijke rol.
Imatra · Lappeenranta · Lemi · Luumäki · Parikkala · Rautjärvi · Ruokolahti · Savitaipale · Taipalsaari
Voormalige gemeenten:
Joutseno · Lappee · Lauritsala · Nuijamaa · Saari · Simpele · Suomenniemi · Uukuniemi · Ylämaa